# Gauliga Danzig-Westpreußen
Die Gauliga Danzig-Westpreußen war ab 1940 eine der obersten Fußballligen in der Zeit des Nationalsozialismus.

## Geschichte
In der Gauliga Danzig-Westpreußen spielten ab 1940 die Mannschaften aus Westpreußen und Danzig, die vormals in der Gauliga Ostpreußen angetreten waren, um die Teilnahme an der Endrunde der deutschen Meisterschaft.
In der ersten Spielzeit waren sechs Mannschaften in der Liga vertreten, die zur zweiten Spielzeit auf zehn Klubs aufgestockt wurde. 1943 nahmen noch neun Mannschaften teil, nachdem Vorjahresmeister HUS Marienwerder und SG Ordnungspolizei Danzig nicht mehr teilnehmen konnten. Im folgenden Jahr spielten wieder zehn Mannschaften um die Gaumeisterschaft, die Spielzeit 1944/45 wurde wegen der Kriegswirren spätestens im Januar 1945 abgebrochen.
Die Gaumeister konnten in der Endrunde der deutschen Meisterschaft keine Erfolge erzielen und scheiterten bereits früh.

## Gaumeister 1934–1945
| Saison  | Gaumeister Danzig-Westpreußen         | Abschneiden deutsche Meisterschaft | Deutscher Meister         |
| ------- | ------------------------------------- | ---------------------------------- | ------------------------- |
| 1940/41 | SC Preußen Danzig                     | Gruppendritter Gruppe 1a           | SK Rapid Wien             |
| 1941/42 | HSV Unteroffiziersschule Marienwerder | Qualifikationsrunde                | FC Schalke 04             |
| 1942/43 | SG Neufahrwasser                      | Viertelfinale A                    | Dresdner SC               |
| 1943/44 | LSV Danzig                            | 1. Runde                           | Dresdner SC               |
| 1944/45 | Meisterschaft abgebrochen             | Meisterschaft abgebrochen          | Meisterschaft abgebrochen |

## Ewige Tabelle
Berücksichtigt sind alle Spielzeiten der Gauliga Danzig Westpreußen zwischen den Spielzeiten 1940/41 und 1943/44.
| Pl. | Verein                                | Jahre | Sp. | S  | U | N  | T+  | T-  | Diff. | Punkte | Ø-Pkt. | Titel | Spielzeiten nach Kalenderjahren |
| --- | ------------------------------------- | ----- | --- | -- | - | -- | --- | --- | ----- | ------ | ------ | ----- | ------------------------------- |
| 1.  | SG Neufahrwasser                      | 4     | 60  | 38 | 6 | 16 | 182 | 134 | +48   | 82:38  | 1,37   | 1     | 1940–44                         |
| 2.  | SC Preußen Danzig                     | 4     | 60  | 28 | 6 | 26 | 160 | 129 | +31   | 62:58  | 1,03   | 1     | 1940–44                         |
| 3.  | BuEV Danzig                           | 4     | 60  | 24 | 7 | 29 | 128 | 126 | +2    | 55:65  | 0,92   | 0     | 1940–44                         |
| 4.  | LSV Danzig                            | 2     | 32  | 26 | 2 | 4  | 104 | 44  | +60   | 54:10  | 1,69   | 1     | 1942–44                         |
| 5.  | SV Viktoria Elbing                    | 4     | 60  | 25 | 3 | 32 | 127 | 142 | −15   | 53:67  | 0,88   | 0     | 1940–44                         |
| 6.  | Post-SG Danzig                        | 3     | 50  | 14 | 8 | 28 | 109 | 155 | −46   | 36:64  | 0,72   | 0     | 1941–44                         |
| 7.  | HSV Unteroffiziersschule Marienwerder | 1     | 18  | 15 | 1 | 2  | 83  | 23  | +60   | 31:50  | 1,72   | 1     | 1941/42                         |
| 8.  | Post-SG Gotenhafen                    | 1     | 18  | 14 | 1 | 3  | 51  | 23  | +28   | 29:70  | 1,61   | 0     | 1943/44                         |
| 9.  | Bromberger SG                         | 2     | 32  | 14 | 1 | 17 | 65  | 74  | −9    | 29:35  | 0,91   | 0     | 1942–44                         |
| 10. | SV Thorn                              | 2     | 32  | 14 | 0 | 18 | 81  | 81  | ±0    | 28:36  | 0,88   | 0     | 1942–44                         |
| 11. | VfR Hansa Elbing                      | 2     | 28  | 7  | 5 | 16 | 42  | 71  | −29   | 19:37  | 0,68   | 0     | 1940–42                         |
| 12. | SG OrPo Danzig                        | 2     | 28  | 8  | 2 | 18 | 56  | 95  | −39   | 18:38  | 0,64   | 0     | 1940–42                         |
| 13. | SC Wacker Schidlitz                   | 1     | 18  | 6  | 3 | 9  | 42  | 53  | −11   | 15:21  | 0,83   | 0     | 1941/42                         |
| 14. | Elbinger SV                           | 1     | 18  | 5  | 2 | 11 | 32  | 63  | −31   | 12:24  | 0,67   | 0     | 1941/42                         |
| 15. | Danziger SC                           | 1     | 18  | 4  | 1 | 13 | 28  | 77  | −49   | 9:27   | 0,5    | 0     | 1943/44                         |